# Miljonair
De term miljonair is een generieke aanduiding voor iemand die 1 miljoen bezit aan vermogen, in de valuta van het land waar die persoon woont. Hierbij wordt de waarde van een huis en andere ondeelbare, kostbare goederen niet meegerekend. Iemand die een aantal keer een miljoen bezit is een multimiljonair.
Toen de euro werd ingevoerd en de gulden verdween, daalde het aantal miljonairs in Nederland, de euro is meer dan twee keer zoveel waard als de gulden. In andere landen is men eerder miljonair dan in Nederland. Zo is men in Indonesië anno 2021 miljonair met een vermogen van omgerekend minder dan 100 euro.
Miljonair stamt uit het Latijn. In het oude Rome werd een wagenmenner of gladiator met meer dan 1000 overwinningen een "miljonair" genoemd. In de literatuur is een aantal van deze "sporters" bekend. Zij hadden een zeer groot vermogen verworven, vergelijkbaar met dat van de huidige tennis- of golfprofessionals.
In Nederland waren er in 2014 173.000 miljonairs.

## Dollarmiljonairs
In 2006 waren er in Nederland volgens een onderzoek van Merrill Lynch en Capgemini ruim 117.000 miljonairs, dat was 0,7% van de bevolking. Ten opzichte van het jaar daarvoor waren het er bijna 9% meer. Dat was de grootste stijging in vijf jaar. In de Verenigde Staten is het aantal miljonairs als percentage van de bevolking 1%, in Zwitserland meer dan 2,6% en in Brazilië slechts 0,07%. Nederland staat met 0,8% dertiende op de wereldranglijst. Het betreft hier echter mensen, die omgerekend in dollars miljonair zijn. Daardoor deed, volgens de maatstaf van dit onderzoek, de dalende dollarkoers het aantal miljonairs stijgen in de Europese Unie en in andere gebieden met een sterke munt. Dit zal een aanzienlijk deel van de toename van het aantal miljonairs in Nederland verklaren.

## Miljonairsgemeenten
Een miljonairsgemeente is een plaats waar veel rijke mensen wonen. Enkele Nederlandse miljonairsgemeenten zijn: Blaricum, Bloemendaal, Laren, Rozendaal, en Wassenaar. Het Groningse Haren wordt wel het Wassenaar van het Noorden genoemd en het Brabantse Vught wel het Wassenaar van het Zuiden.